# Heliconia wagneriana
Heliconia wagneriana är en enhjärtbladig växtart som beskrevs av Otto Georg Petersen. Heliconia wagneriana ingår i släktet Heliconia och familjen Heliconiaceae. Inga underarter finns listade.

## Bildgalleri

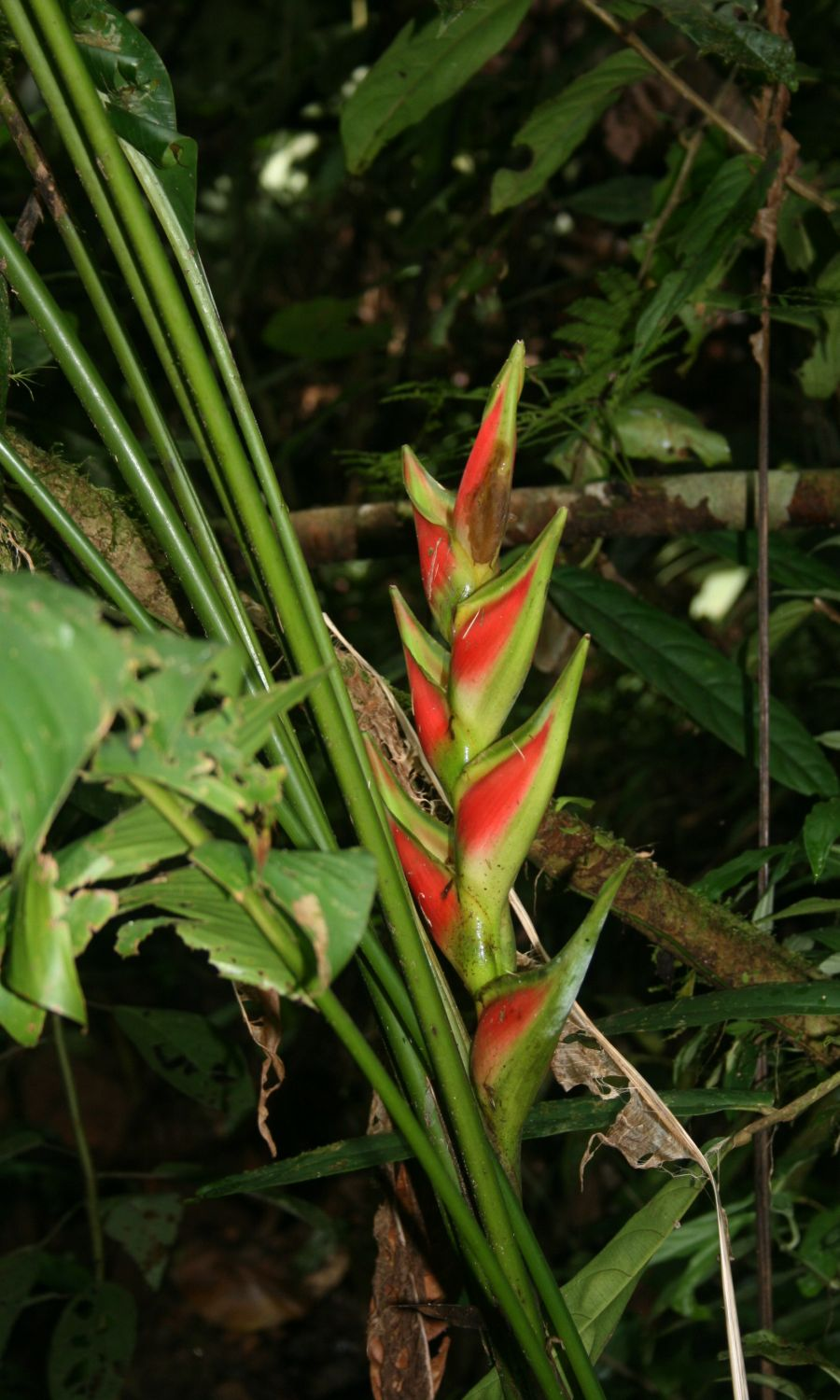
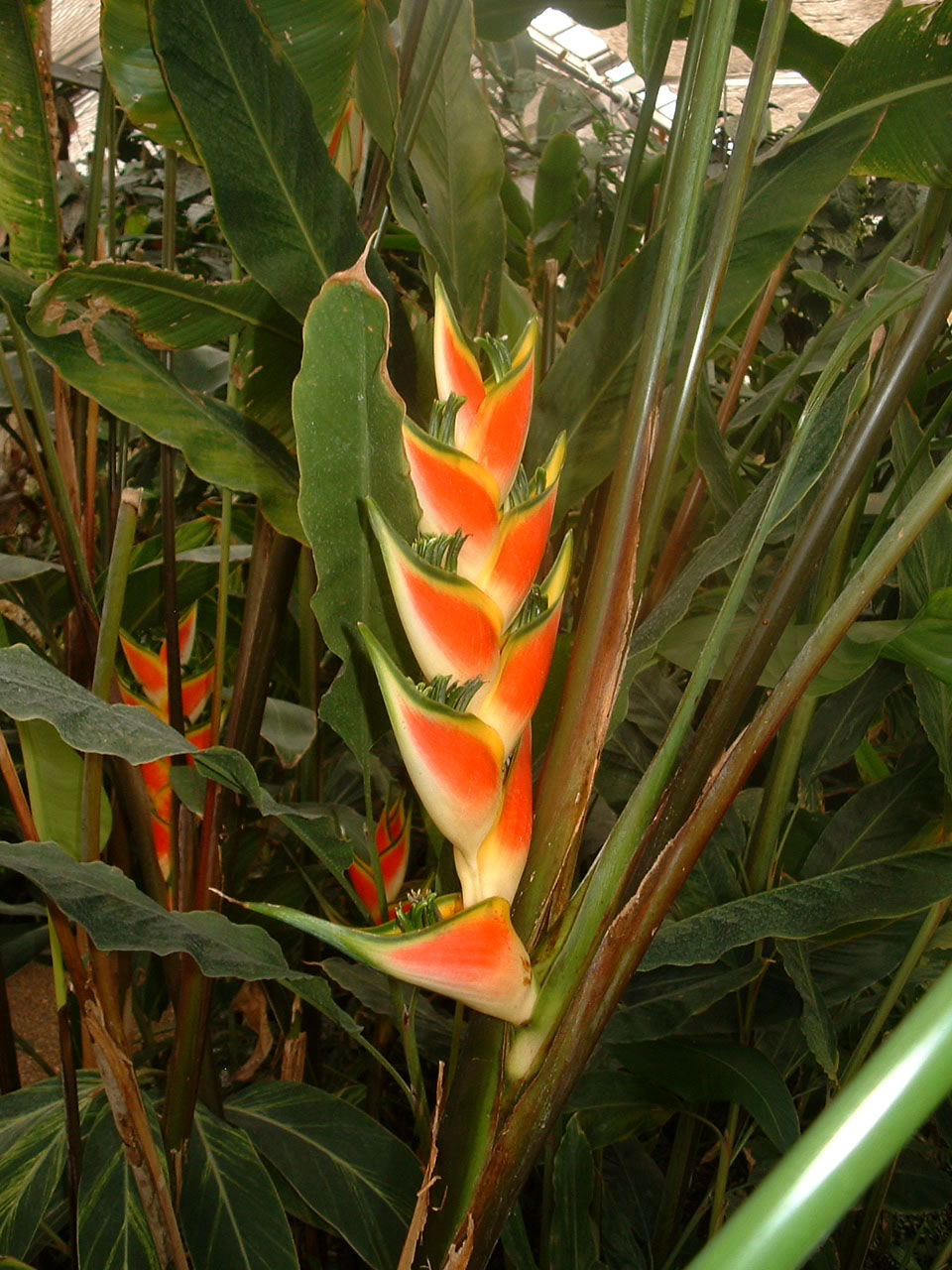
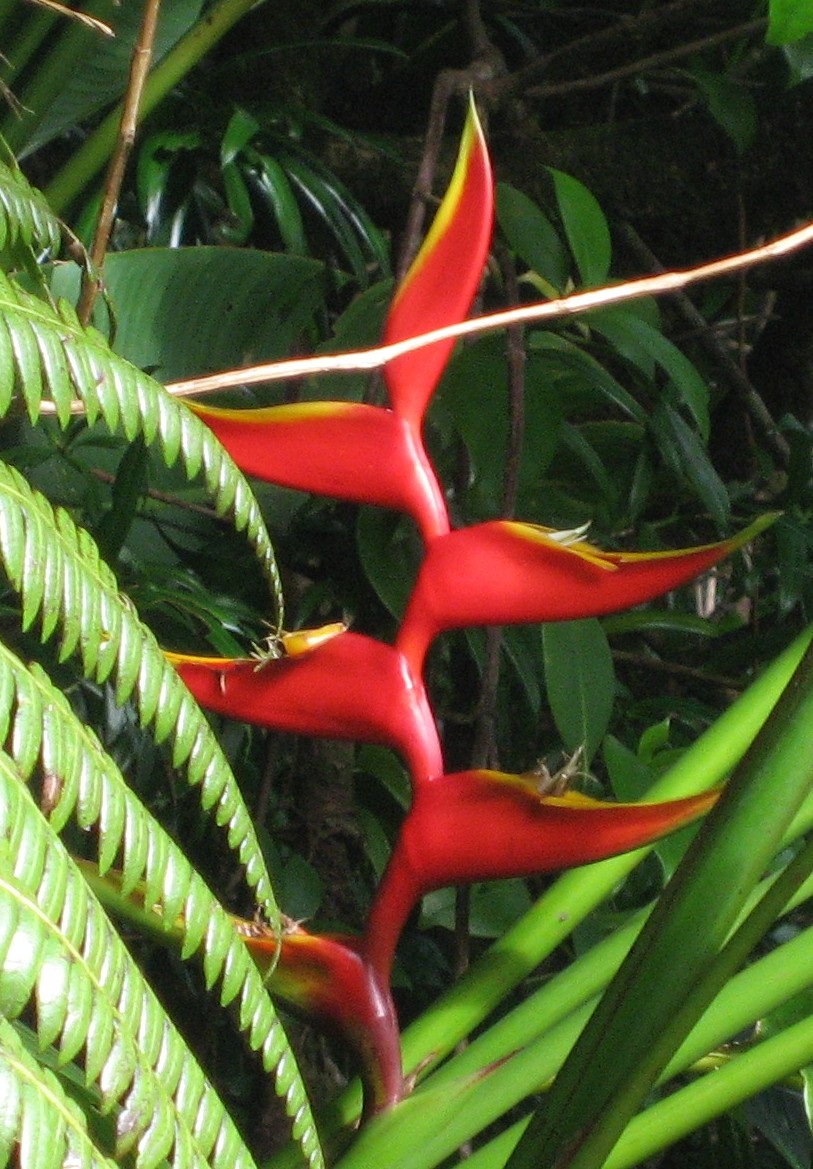
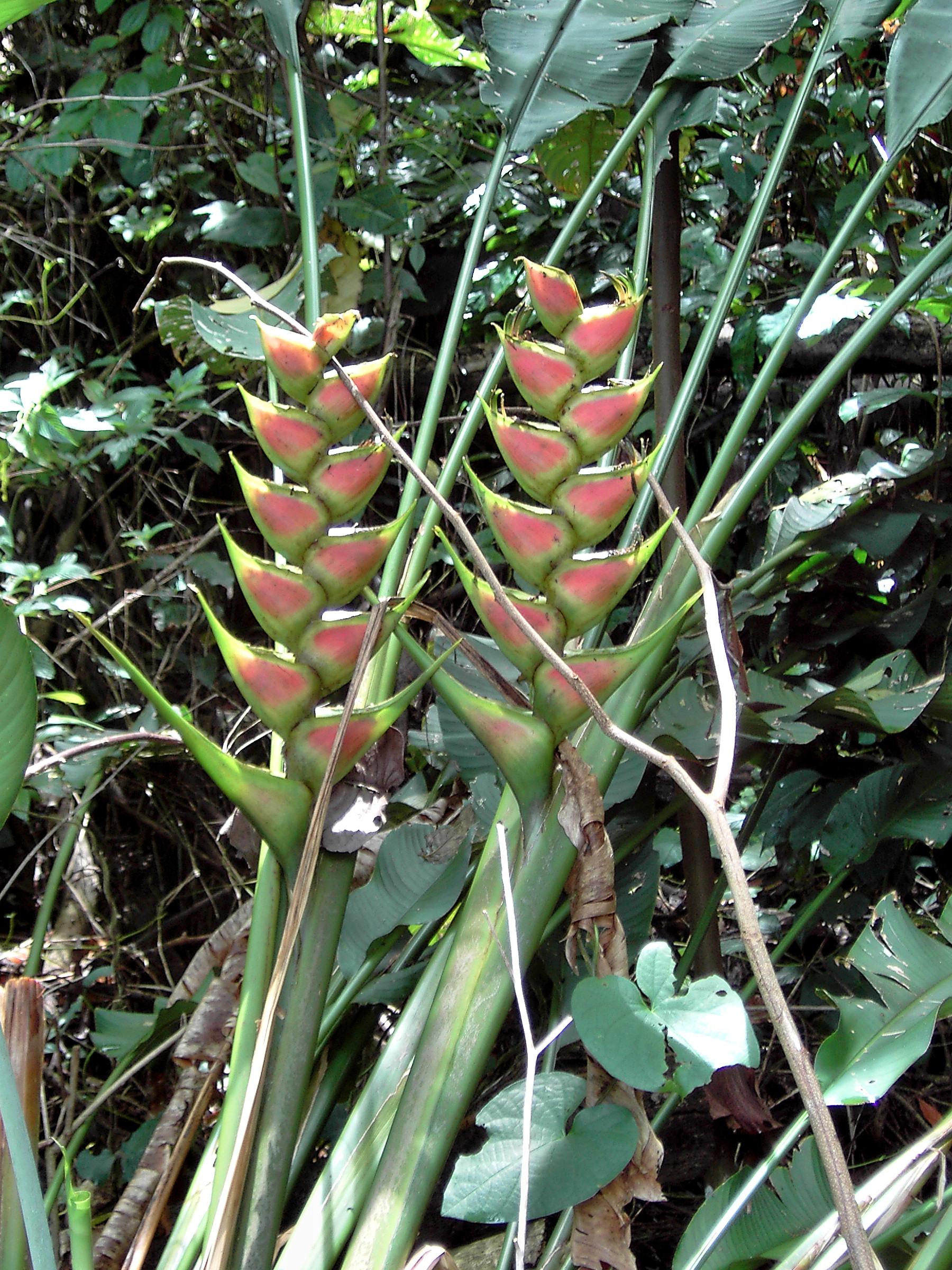
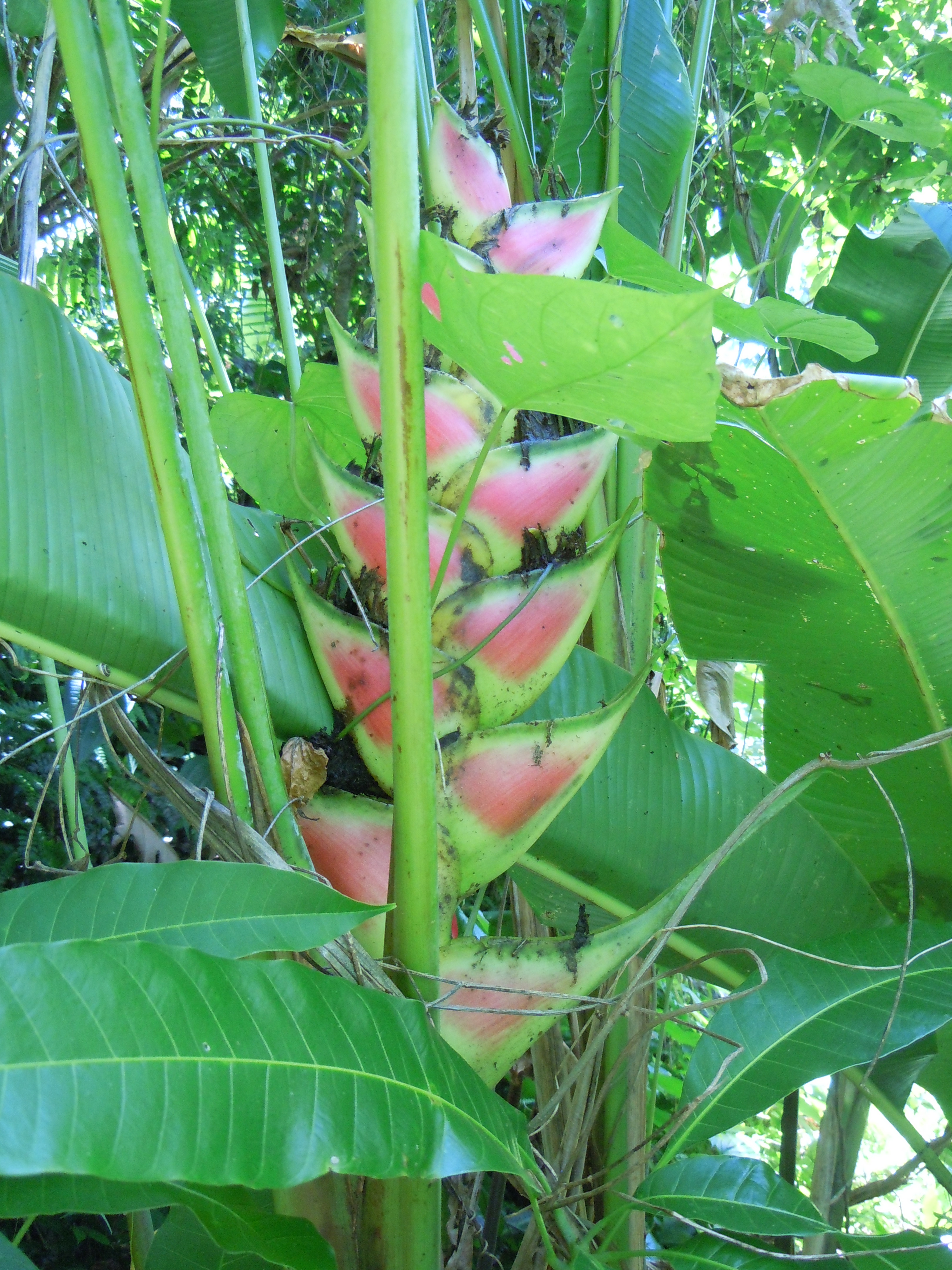
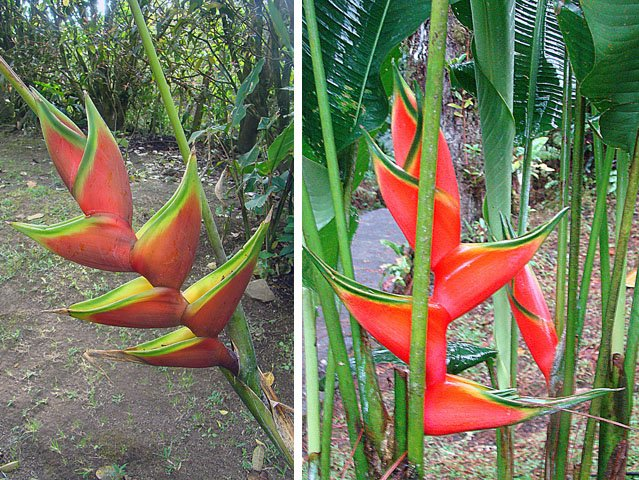